# معرض فرير للفنون
معرض فرير للفنون هو متحف فني تابع لمؤسسة سميثسونيان يقع في واشنطن العاصمة،الولايات المتحدة.يركز المتحف على الفن الآسيوي.